# FS ALn 442-448-460
De ALn 442-448-460-treinstellen zijn door de Italiaanse fabrikant Breda gebouwd voor de Ferrovie dello Stato (FS). De treinen werden eerst ingezet in de TEE-diensten.

## Trein en techniek

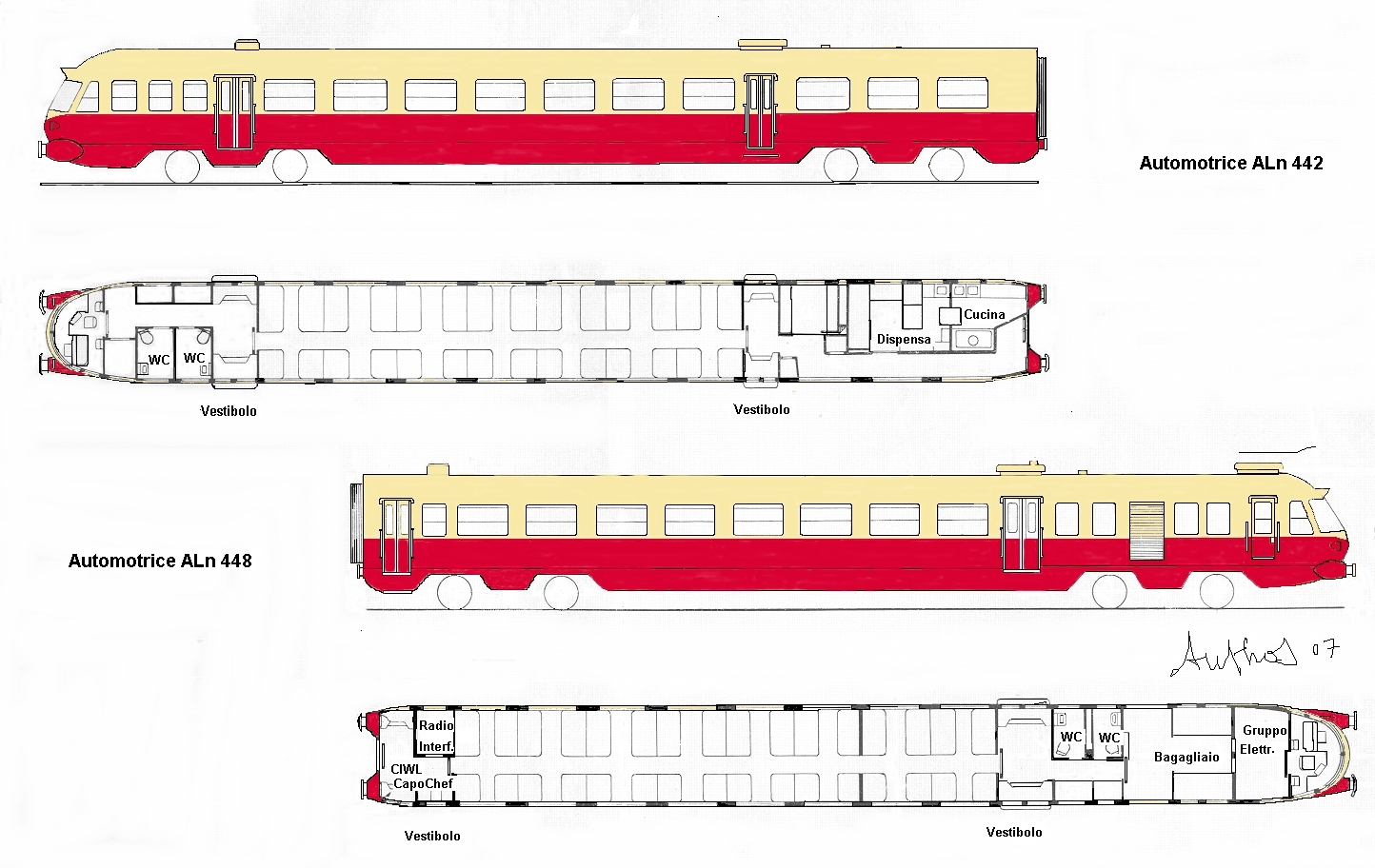
Ontwerp van de ALn 442-448

In 1957 was het TEE net nog verdeeld in een noordelijk en zuidelijk deel. Centrum van het zuidelijke deel was Milaan, van waaruit de Italiaanse spoorwegen vanaf juni 1957 drie TEE-diensten zouden verzorgen. Voor de TEE-diensten bouwde de machinefabriek Breda een driedelig treinstel bestaande uit twee motorrijtuigen en een middenrijtuig, de Automotrice Leggera a nafta (Lichtgewicht dieseltreinstel) 400. Het ene motorrijtuig. de 442, kreeg 42 zitplaatsen eerste klas en een ruimte voor de douane alsmede een keuken. Het andere motorrijtuig, de 448, kreeg 48 zitplaatsen eerste klas en een bagageruimte, terwijl het middenrijtuig, de A2, over 60 zitplaatsen eerste klas beschikte. De twee motorrijtuigen beschikten ieder over een zogenaamde "underfloor" motor. De treinstellen kregen geen apart restauratierijtuig, maar maaltijden werden, net als in het vliegtuig, op de zitplaats geserveerd. Wegens het geringe motorvermogen werd het middenrijtuig voor de TEE-dienst geschrapt zodat een tweedelig treinstel, de ALn 442-448, overbleef. De twee gebouwde tussenrijtuigen zijn wel ingezet op de vlakke binnenlandse lijn door de Povlakte. De treinstellen reden daar wel in TEE-kleuren maar met opschriften van Breda. Nadat de lijn door de Povlakte (Turijn - Triëst) doorgaand was geëlektrificeerd zijn de vrijgekomen treinstellen, zonder tussenrijtuig maar met TEE-opschriften, ingezet in de TEE Mont Cenis.

## Trans Europ Express
Toen het TEE net in juni 1957 van start ging waren de treinstellen van BREDA nog niet afgeleverd, zodat op het zuidelijke net alleen de TEE Mont Cenis, die tussen Lyon en Milaan verzorgd werd door de SNCF, van start ging. Na aflevering van de eerste drie ALn 442-448 treinstellen (nrs 201,202 & 203) in juli, kon de TEE Ligure tussen Milaan en Marseille van start gaan. De nrs. 204 tot en met 207 volgden in de herfst, waarna ook de TEE Mediolanum tussen Milaan en München in dienst kwam. TEE Lemano volgde pas in het voorjaar van 1958, nadat ook de nrs 208 en 209 waren afgeleverd. In 1960 werden de RGP 825 treinstellen van de SNCF in de TEE Mont Cenis vervangen door de ALn 442-448, zodat alle TEE's op het zuidelijke net door de FS verzorgd werden.
De TEE Ligure was het succesnummer van de ALn 442-448, op de route langs de Middellandse Zee stegen de reizigers aantallen voortdurend zodat daar besloten werd tot dubbeltractie. Op het traject over de Brennerpas, TEE Mediolanum, manifesteerde zich de beperkingen van het ontwerp. Het geringe motorvermogen maakte het moeilijk om de dienstregeling aan te houden en toen in 1969 stellen van de DB beschikbaar waren werd de ALn 442-448 op dit traject vervangen door de VT 11.5 van de DB.
De dienst Milaan - Genève, TEE Lemano, was twee maal betrokken bij ernstige ongevallen. Op 8 november 1969 brak tijdens de rit door de Simplontunnel brand uit waarbij de 442-202 verloren ging en in november 1971 botste treinstel 207 bij Leuk op een locomotief waarbij de 448-207 verloren ging. Door treinstel 209 te gebruiken als vervanger van de verloren gegane motorrijtuigen had de FS weer acht complete stellen beschikbaar. In 1972 is de TEE Mont Cenis opgeheven en zijn de andere TEE's van het zuidelijke net overgeschakeld op getrokken treinen.

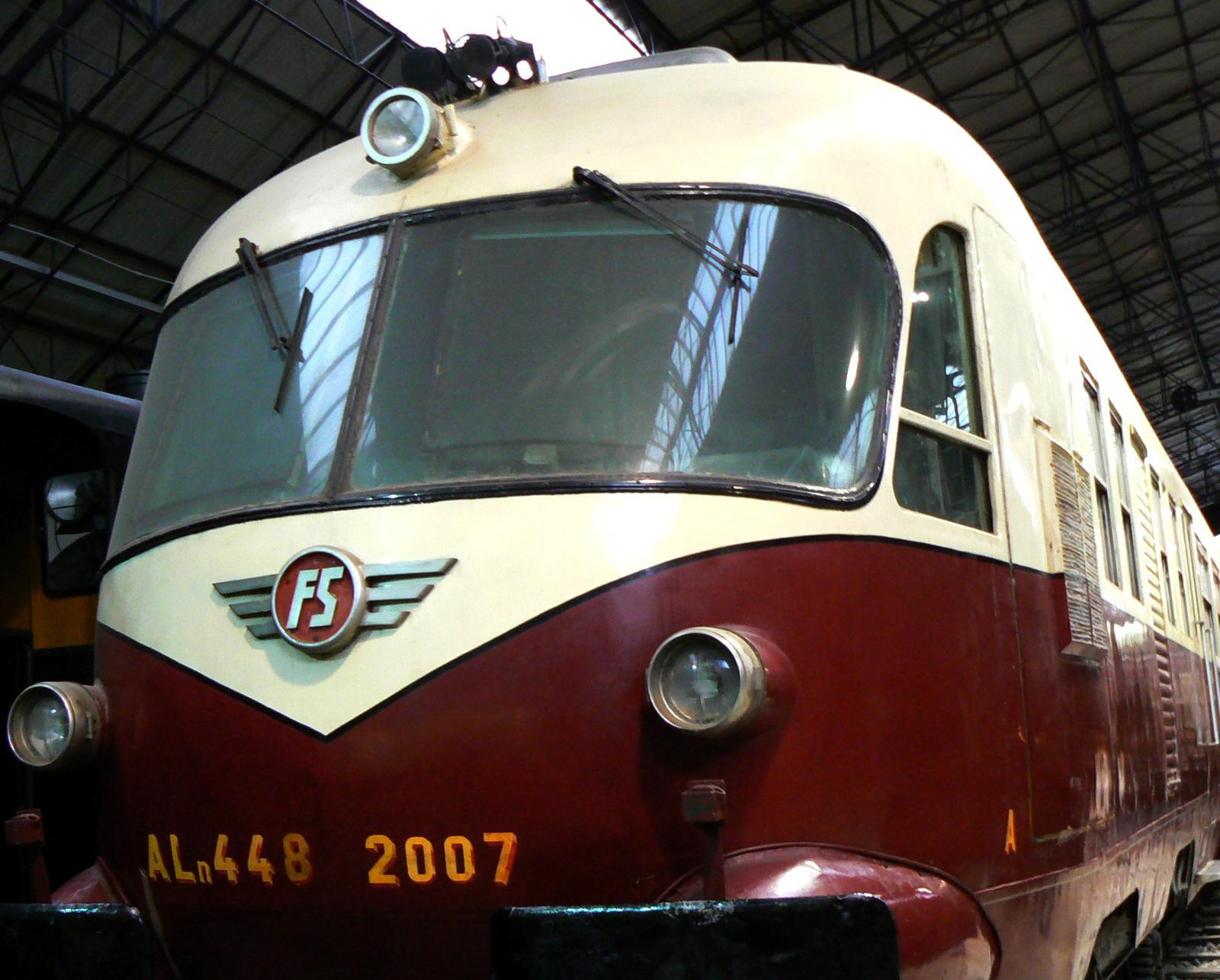
ALn 442-448 in Milano (Museo della Scienza)

## FS
De acht ALn 442-448-treinstellen zijn na hun TEE-dienst ingezet als binnenlandse sneltreinen in Zuid-Italië. Tussen 1975 en 1982 zijn de treinen weer ingezet in Noord-Italië. Op 24 oktober 1982 zijn ze buiten dienst gesteld.